# エミューエンタテイメント
ティアラ(エミューエンタテイメント)は、日本の芸能事務所。どこのグループにも属さない独立系プロダクション。芸能マネジメントの他、不動産業をはじめ子会社でダンススクールを１２か所展開、近年の地方のアイドルブームに乗って、ご当地アイドルのプロデュース、委託運営も行っている。
2013年2月、改組、社名変更を発表。

## 事業内容
- タレントマネージメント
- 経営コンサルタント業務
- ヴォーカル＆ダンススクールの運営・展開。
- 喫茶・飲食店の経営及び店舗アドバイザー
- インフルエンサーマーケティング等の企画立案アドバイス。

## 関連会社
- ドリーム・ワークス(映像制作・配給)
- ギガコミュニケーションズ
- 附属芸能家養成所